# Sozialdienst der Bundeswehr

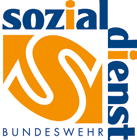
Logo

Der Sozialdienst der Bundeswehr bietet den Angehörigen der Bundeswehr und ihren Familien kostenlose und flächendeckende Beratung und Betreuung in sozialen Angelegenheiten. Er ist Teil der Bundeswehrverwaltung und unterteilt in die Bereiche Sozialberatung und Sozialarbeit.
Der Sozialdienst der Bundeswehr wurde als Ausdruck der Fürsorgepflicht (§ 31 Abs. 1 Soldatengesetz (SG)) des Dienstherrn und Arbeitgebers Bund gegenüber den (auch ehemaligen) Bundeswehrangehörigen beschaffen und ist Ausdruck der Verbundenheit von Staat und Soldaten durch gegenseitige Treue. (§ 1 Abs. 2 SG) Seine Leistungen stehen allen Bundeswehrangehörigen (Soldaten, Beamte und Arbeitnehmern) zur Verfügung sowie ehemaligen Bundeswehrangehörigen mit möglichen, vermutlich während der Dienstzeit erlittenen, psychischen oder physischen Schäden, Versorgungsempfängern, Rentnern, Familienangehörigen sowie Hinterbliebenen. Der Sozialdienst der Bundeswehr ist keine eigene Behörde. Seine Angehörigen gehören grundsätzlich den Bundeswehr-Dienstleistungszentren an. Das Bundesamt für das Personalmanagement der Bundeswehr (BAPersBw) am Dienstort Siegburg verfügt über eine Komponente „Sozialdienst Ausland“, welche für alle ins Ausland entsandten Bundeswehrangehörigen zuständig ist. Die beiden Bundeswehrverwaltungsstellen USA/Kanada und Frankreich verfügen darüber hinaus über eigene Sozialarbeiter vor Ort.
Die Mitarbeiter des Sozialdienstes führen Einzel-, Familien- und Gruppengespräche sowie Hausbesuche durch. Sie halten Vorträge im Rahmen von Unterrichten (beispielsweise Rekrutenunterricht, Einsatzvorbereitung) und Veranstaltungen, arbeiten sie mit Dienststellen sowohl innerhalb als auch außerhalb der Bundeswehr sowie mit Einrichtungen und Netzwerken zusammen, beraten sie Vorgesetzte und geben auf Anforderung fachliche Stellungnahmen ab.
Der Sozialdienst wird aktiv bei Kontaktaufnahme durch Bundeswehrangehörige aller Statusgruppen und deren Familien, auf Anregung der personalbearbeitenden Dienststellen, von Vorgesetzten, Ärzten und Psychologen der Bundeswehr, Militärgeistlichen, Personalvertretungen, Vertrauenspersonen der Soldaten und der schwerbehinderten Menschen, aufgrund von Amtshilfeersuchen anderer Träger sozialer Hilfen sowie eigeninitiativ sowie bei sonstigen Hinweisen, die ein Handeln des Sozialdienstes erfordern.
Der Sozialdienst ist Teil des Psychosozialen Netzwerks der Bundeswehr, zudem auch die evangelische und katholische Militärseelsorge, der Zentrale Sanitätsdienst der Bundeswehr und der Psychologische Dienst der Bundeswehr gehören.

## Fachbereich Sozialarbeit
Die Sozialarbeit wird von studierten und staatlich anerkannten Sozialarbeitern und Sozialpädagogen geleistet, welche der gesetzlichen Verschwiegenheitspflicht gem. § 203 Strafgesetzbuch unterliegen.
Ihr Tätigkeitsschwerpunkt liegt in der Beratung in höchstpersönlichen Angelegenheiten. Die Sozialarbeiter der Bundeswehr werden tätig bei:
- Der Vor- und Nachbereitung sowie auch Begleitung der Auslandseinsätze im persönlichen und familiären Bereich,
- Fragen zu persönlichen und familiären Angelegenheiten (z. B. Kindes- und Ehegattenunterhalt, Trennung, Familienleistungen)
- wirtschaftlichen Schwierigkeiten,
- Suchtgefahren und Abhängigkeiten (z. B. Alkohol),
- gesundheitlichen Problemen und Pflegebedürftigkeit,
- zwischenmenschlichen Problemen am Arbeitsplatz,
- Fragen zur Vereinbarkeit von Familie und Beruf/Dienst (z. B. Elternzeit, Kinderbetreuung),
- Standortauflösungen, Entlassungen und Sozialplänen.

## Fachbereich Sozialberatung
Die Sozialberatung wird von Beamten des gehobenen nichttechnischen Verwaltungsdienstes der Bundeswehr durchgeführt. Sie informieren schwerpunktmäßig über Angelegenheiten der Versicherung und Beihilfe.
Dies gilt insbesondere für Fragen zu den Themen:
- Arbeitslosen-, Kranken-, Renten- und Pflegeversicherung,
- der Versorgung infolge einer Dienstunfähigkeit,
- der Einsatzversorgung oder der Versorgung bei Wehrdienstbeschädigung,
- der Regelung von Ansprüchen bei Todesfällen